# Sorbite
La sorbite , simile alla martensite rinvenuta ma con differente posizione delle lamelle, è una struttura globulare omogenea e molto fine, viene spesso definita come aggregato non lamellare di ferrite alfa e cementite non aciculare. Si ottiene dopo un trattamento termico di bonifica sull'austenite, quindi dopo una tempra ed un conseguente rinvenimento della martensite ottenuta.
L'elevata temperatura di rinvenimento, compresa tra i 500 °C ed i 600 °C, ed il prolungato mantenimento, favoriscono l'affinazione e la globulizzazione dei carburi nella matrice. Gli acciai con struttura sorbitica sono adatti per le costruzioni meccaniche, in quanto presentano buona durezza e elevato carico unitario di rottura (Rm).

## Complementi di sorbite
Negli acciai moderatamente ricotti si possono vedere macchie grigie che sono considerate fasi distinte e chiamate troostite e sorbite. Esse sono fasi di passaggio tra martensite e perlite e non differiscono da quest'ultima se non per il fine grado di divisione tra i grani.